# Marita Ulvskog
Marita Ulvskog (Luleå, 4 settembre 1951) è una politica svedese, eurodeputata per il Partito Socialdemocratico Svedese dal 2009 al 2019.

## Biografia
Ulvskog, che da giovane faceva parte dei gruppi, anche comunisti, coinvolti nella protesta alla guerra degli Stati Uniti in Vietnam,   ha studiato all'Università di giornalismo di Stoccolma e dopo la laurea ha lavorato con successo come giornalista per giornali e radio locali.  Dal 1990 al 1994 è stata caporedattore del quotidiano Dala Democrat.  Dal 1982 al 1990 ha lavorato come segretaria stampa e consigliere politico di Ingvar Carlsson, diventato in seguito Primo Ministro.
Esponente del Partito Socialdemocratico Svedese, considerata appartenente all'ala sinistra dei socialdemocratici e con un profilo critico verso l'UE, Ulvskog è stata Ministro degli Affari civili dal 1994 al 1996 nel Governo Carlsson III e Ministro della Cultura dal 1996 al 2004 nel governo di Göran Persson.
È stata inoltre deputata al Riksdag dal 1998 al 2009, fino a quando alle elezioni europee del 2009 è stata eletta eurodeputata. Durante il periodo 2009-2014, Marita Ulvskog è stata vicepresidente del Progressive Social Democrats Group, il secondo gruppo del partito più grande al Parlamento europeo.  È stata membro regolare del comitato dell'industria, del comitato di crisi e membro supplente del comitato per l'ambiente e la salute.  Come vicepresidente, le è stato affidato il compito di coordinare i comitati ambientali, industriali e dei trasporti.
Dopo la riconferma nelle elezioni europee del 2014, ha ricoperto la carica di presidente del Comitato sociale e del lavoro del Parlamento europeo, dove ha condotto negoziati sulla cosiddetta direttiva sul distacco e sui regolamenti sulle sostanze cancerogene negli ambienti di lavoro.  Per un periodo è stata anche attiva nella commissione per il commercio del Parlamento europeo.
Dal 2017 è vicepresidente del Partito socialista europeo (ESP / PES) e dal 2018 presidente dell'OPC, il Centro internazionale Olof Palme (Olof Palmes internationella center).

## Vita privata
Marita Ulvskog è sposata dal 1973 con l'insegnante Mats Ulvskog.